# 長勝院

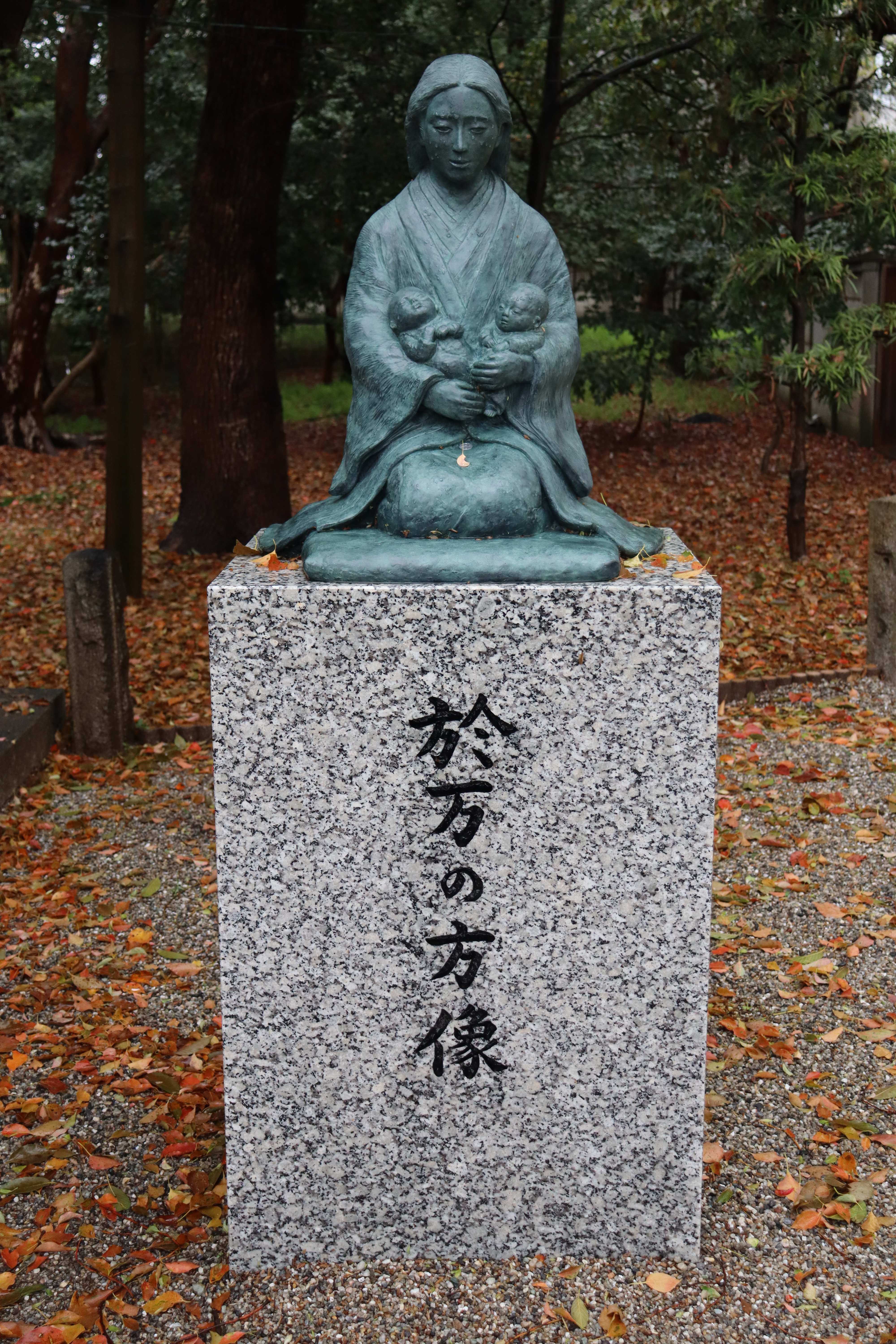
長勝院

長勝院（1548年—1619年），本名於萬，父親是三河國池鯉鮒神社的主祭，永見淡路守貞英（也有人說是志摩守吉英），據說母親是刈谷城主水野忠政的女兒，在天文十七年（1548年）時在知立城生下於萬。是德川幕府初代將軍德川家康的側室，結城秀康的生母。
永祿元年（1558年），家康公領三、四個家臣在知立城休息的時候，家康和貞英約定要娶於萬為側室。元龜元年（1572年）時，以人質的名義進入了濱松城。
於萬在家康公的侍女中並不是顯眼，起初是在濱松城的浴池（也有說是岡崎城的浴池）替家康更衣。後來於萬成為家康的正室關口瀨名姬（築山殿）的侍女
之後於萬懷孕，正室瀨名姬知道後，非常嫉妒、生氣，下令把於萬的衣服脫掉後，將她捆綁，丟到山中，儘可能的凌虐她，不過於萬十分僥倖的被本多重次（本多作左衛門）所救，被秘密的帶到城外，住在家臣中村源左衛門家中（根據中村家的家譜，於萬被稱為「於松」）。
天正二年（1574年）四月，於萬在中村家生下家康二男於義丸（結城秀康），這個時候，於萬生下雙生子，不過，據說次子永見貞愛不打算回德川家，因此交由於萬的兄長，永見貞親撫養。可是，於萬被家康認為是奔放的女性，生下孩子之後，家康也拋棄了對於萬的不好印象，不過家康也無法確實的確定秀康是自己的親生兒子。
後來秀康成為豐臣秀吉的養子。秀康在慶長12年（1607年）5月，以三十四歲的年齡病死，於萬十分傷心，而大御所家康，二代將軍秀忠也不曾關心過秀康的事情。而於萬為了弔謁兒子，便出家，法號長勝院。
元和5年（1619年）12月6日去世，享年七十二歲，墓在越前福井的孝顯寺。
據說，知立神社有於萬去世那年所寫的書信。

## 登場作品
小説
- 長勝院之萩（1981年、講談社文庫、作者：杉本苑子）

影視劇
- 德川家康（1964年、NET、演：光本幸子→青山京子）
- 戦国最後之勝利者!徳川家康（1983年、朝日電視台、演：若尾文子）
- 德川家康（1983年、NHK大河劇、演：古手川祐子）
- 德川家康（1988年、TBS、演：片瀨梨乃）
- 德川家康 戰國最後的勝利者（1992年、NHK大河劇、演：河合奈保子）
- 葵德川三代（2000年、NHK大河劇、演：長内美那子）
- 怎麼辦家康（2023年、NHK大河劇、演：松井玲奈）